# BloodRayne
BloodRayne este un joc video de acțiune și aventură dezvoltat de Terminal Reality și publicat de Majesco Entertainment. Lansat în 2002, jocul a câștigat popularitate datorită protagonistului său unic, Rayne, o dhampir (o ființă pe jumătate om, pe jumătate vampir) cu abilități supranaturale. Jocul este setat în perioada interbelică și îmbină elemente de horror gotic, mitologie vampirică și acțiune intensă. Este primul joc din seria BloodRayne și a fost lansat pe mai multe platforme, inclusiv PlayStation 2, Xbox și GameCube.

## Povestea
Povestea jocului BloodRayne este centrată pe Rayne, o dhampir, fiica unui vampir și a unei muritoare. Ea lucrează pentru o organizație secretă numită Brimstone Society, care are ca scop distrugerea creaturilor supranaturale și protejarea umanității. Jocul este împărțit în trei acte distincte:
1. Louisiana (1933): Rayne este trimisă în Louisiana pentru a investiga o serie de incidente paranormale. Aici, ea descoperă o infestare masivă de creaturi supranaturale și o conspirație condusă de un grup ocult care intenționează să elibereze o entitate malefică.
2. Argentina (1935): După ce rezolvă problemele din Louisiana, Rayne este trimisă în Argentina pentru a vâna un grup de naziști care au descoperit artefacte supranaturale. Aici, ea se confruntă cu soldați naziști modificați genetic și cu experimentele lor monstruoase.
3. Germania (1943): În ultima parte a jocului, Rayne ajunge în Germania nazistă pentru a-l opri pe Jurgen Wulf, liderul unei facțiuni naziste obsedate de artefactele supranaturale. Ea trebuie să se infiltreze în fortăreața acestuia și să prevină utilizarea unui artefact puternic care ar putea schimba cursul războiului.

## Gameplay
BloodRayne este un joc de acțiune third-person, care combină luptele corp la corp cu utilizarea armelor de foc și abilitățile supranaturale ale lui Rayne. Jocul pune accent pe fluiditatea mișcărilor și pe utilizarea strategică a abilităților speciale pentru a înfrunta inamicii.

## Abilități și Arsenale
Rayne dispune de o varietate de abilități speciale datorită naturii sale dhampirice. Printre acestea se numără:
- Blood Rage: O abilitate care îi permite lui Rayne să intre într-o stare de furie, crescându-i semnificativ puterea și viteza pentru o perioadă scurtă de timp.
- Dilated Perception: Aceasta încetinește timpul, permițându-i lui Rayne să evite atacurile inamicilor și să planifice atacuri precise.
- Aura Vision: O abilitate de vizualizare care îi permite lui Rayne să detecteze inamicii ascunși și să găsească puncte slabe în structurile din mediul înconjurător.

Pe lângă aceste abilități, Rayne folosește o gamă largă de arme, inclusiv săbii montate pe antebrațe, pistoale, puști și arme supranaturale găsite de-a lungul jocului.

## Medii de Joc
BloodRayne oferă o varietate de medii de joc, fiecare cu propriile sale provocări și estetici. De la mlaștinile întunecate din Louisiana, la laboratoarele secrete din Argentina și fortărețele naziste din Germania, fiecare locație este detaliată și contribuie la atmosfera gotică și tensionată a jocului.

## Recepție și Impact
BloodRayne a fost bine primit de critici și jucători deopotrivă, fiind lăudat pentru gameplay-ul său dinamic, designul personajelor și atmosfera întunecată. De asemenea, protagonistul Rayne a devenit un personaj iconic în cultura jocurilor video, datorită personalității sale puternice și designului distinctiv.
Jocul a generat suficient interes pentru a justifica dezvoltarea unor continuări și a fost adaptat într-o serie de filme regizate de Uwe Boll, deși acestea nu au fost la fel de bine primite. În plus, seria BloodRayne a continuat să inspire benzi desenate și alte produse media.

## Moștenire
BloodRayne rămâne un titlu memorabil din perioada sa, combinând elemente de acțiune, horror și mitologie vampirică într-un mod unic și captivant. Cu o protagonistă puternică și un gameplay inovator, jocul a lăsat o amprentă durabilă asupra genului și continuă să fie apreciat de fanii jocurilor de acțiune și aventură.